# Nereis litoralis
Nereis litoralis är en ringmaskart som beskrevs av Leach in Johnston 1865. Nereis litoralis ingår i släktet Nereis och familjen Nereididae. Inga underarter finns listade i Catalogue of Life.